# 牧だいきち
牧 だいきち（まき だいきち）は、フリーのアニメーター、キャラクターデザイナー、原画家、漫画家。
一般アニメ作品に多々参加した後、ゆい工房に所属してアダルトアニメーションゲームに携わっていたが、2007年末に退社。
いわゆるロリキャラ方面を好むようだが、淫シリーズなどで頭身の高いアダルトな肉感あふれるキャラクターも描けることから、その幅の広さがうかがえる。
商業漫画家としては『COMIC LO』2008年10月号（茜新社）の「はんぶんこ」でデビュー。

## 作品リスト

### テレビアニメ
- 『鋼の錬金術師』（原画）
- 『NARUTO -ナルト- 』（原画）
- 『君が望む永遠』（原画）
- 『フルメタル・パニック? ふもっふ』（原画）
- 『君が望む永遠』（原画）
- 『円盤皇女ワるきゅーレ』（原画）
- 『灰羽連盟』（原画）

### アダルトゲーム
- 『らぶフェチ』（原画）
- 『らぶフェチ 第二期』（作画監督・原画）
- 『まほ☆たま』（キャラクターデザイン・作画監督）
- 『淫シリーズ』（キャラクターデザイン・作画監督）
- 『妹スタイル』（原画）
- 『花嫁狩凌 ～絶対快楽の白濁淫毒～』（キャラクターデザイン・原画）

### 漫画

#### 単行本（成人向け）
1. 『膣内出しまーきんぐ』 （2014年6月30日発売[2]、若生出版〈ワコーコミックス〉、ISBN 978-4-94-871456-4）
2. 『メスの正しい孕ませ方』[3] （2016年11月30日発売[4]、文苑堂〈BAVEL COMICS〉、ISBN 978-4-86-117259-5）
3. 『純愛交姦日記』[5] （2019年2月28日発売[6]、文苑堂〈BAVEL COMICS〉、ISBN 978-4-86-117314-1）
4. 『偽家族姦係 ～義母姉調教記録～』[7] （2021年9月30日発売、文苑堂〈BAVEL COMICS〉、ISBN 978-4-86-117379-0）

### イラスト
- 『結婚生活を守るために代理子作りで寝取り穴嫁にされる新妻』 （2021年3月31日発売[8]、著：田中珠 / 原作：Miel、パラダイム〈オトナ文庫〉、ISBN 978-4-80-151731-8）

### その他
- 2011年に自費出版本 チャリティーイラスト本「Smile/Yell」（2011年、東北地方太平洋沖地震関連）にイラスト寄稿している[9]。